# Merton E. Lewis
Merton Elmer Lewis (* 10. Dezember 1861 in Webster, New York; † 2. Mai 1937 in Rochester, New York) war ein US-amerikanischer Jurist und Politiker.

## Werdegang
Merton Elmer Lewis, Sohn von Rhoda Ann Willard und Charles Chadwick Lewis (* 1826), wurde während des Bürgerkrieges im Monroe County geboren, welcher seine Kindheit überschattete. Er graduierte an der Webster Union School. Danach studierte er Jura bei James B. Perkins in Rochester (New York). Seine Zulassung als Anwalt erhielt er 1887 und begann dann in Rochester zu praktizieren. Am 2. Januar 1886 heiratete er Adeline Louise Moody (1866–1894).
Er nahm 1894 als Delegierter an der Verfassunggebenden Versammlung von New York teil. 1891 wurde er Alderman in Rochester. In seiner Funktion als Präsident vom Common Council, einem Posten, den er seit 1894 bekleidete, wurde er 1895 nach dem Rücktritt von Bürgermeister George W. Aldridge kommissarischer Bürgermeister von Rochester. Er saß 1897, 1899, 1900 und 1901 für den 1. Bezirk (Monroe County) in der New York State Assembly und von 1902 bis 1906 für den 43. Bezirk im Senat von New York (125. bis 129. New York State Legislature). Bei den Wahlen im Jahr 1906 kandidierte er für den Posten als New York State Comptroller, aber mit Ausnahme vom Gouverneur von New York Charles Evans Hughes wurden alle Republikaner durch die Nominierten der Demokratischen Partei und der Independence League besiegt. Der Attorney General von New York Egburt E. Woodbury ernannte ihn im Januar 1915 zum First Deputy Attorney General. Woodbury trat am 19. April 1917 von seinem Posten als Attorney General zurück. Sechs Tage später wurde Lewis durch die New York State Legislature zum neuen Attorney General von New York gewählt. Dabei entfielen 173 Stimmen für Lewis und 2 für Morris Hillquit. Bei den Wahlen im Jahr 1917 wurde er für eine volle Amtszeit zum Attorney General von New York gewählt, welche Ende 1918 enden sollte. 1918 erklärte er seine Absicht erneut für den Posten als Attorney General zu kandidieren, trat allerdings bei den republikanischen Vorwahlen für den Posten als Gouverneur von New York an. Im August 1918 forderte er die republikanischen Wähler dazu auf sich von seinem Gegner in derselben Partei, dem amtierenden Gouverneur von New York Charles S. Whitman, zu distanzieren. Der Hintergrund war folgender: Whitman wurde durch William Randolph Hearst unterstützt, der bezichtigt wurde die Kriegsanstrengungen der Vereinigten Staaten gegen das Deutsche Reich zu unterminieren. Whitman wurde erneut nominiert, verlor aber die Wahl an den Demokraten Alfred E. Smith.